# Deutsche Skeleton-Meisterschaft 1934
Die 2. Deutsche Skeleton-Meisterschaft wurde nach zwanzigjähriger Unterbrechung 1934 ausgetragen. Ort der Meisterschaft war wiederum die Harzgemeinde Schierke. Es gab lediglich einen Wettbewerb für Männer.

## Männer
| Platz | Sportler  | Verein | Zeit |
| ----- | --------- | ------ | ---- |
| 1     | R. Wenzel |        |      |
| 2     | H. Wenzel |        |      |
| 3     | H. Pfaue  |        |      |